# Klemmettjärnarna (Hotagens socken, Jämtland, 712267-144581)
Klemmettjärnarna är en sjö i Krokoms kommun i Jämtland och ingår i Ångermanälvens huvudavrinningsområde. Klemmettjärnarna ligger i Gråberget-Hotagsfjällen Natura 2000-område.